# Чугайнов, Павел Фёдорович
Павел Федорович Чугайнов (род. 14 января 1933, Симферополь — 5 февраля 1992) — советский астроном, специалист в области звёздной фотометрии. Работал в Крымской Астрофизической обсерватории. Его именем назван астероид (3816) Чугайнов.

## Биография
Родился 14 января 1933 года в Симферополе. В 1951 году окончил 7-ю симферопольскую мужскую школу и поступил на астрономическое отделение механико-математического факультета МГУ. По окончании в 1956 года был принят на работу в Крымскую Астрофизическую обсерваторию и проработал в ней всю жизнь, пройдя путь от младшего до ведущего научного сотрудника. Умер 5 февраля 1992 года. 

## Исследования
Видный специалист в области звёздной фотометрии и физики. Известен своими исследованиями в области красных карликов. Чугайнов возглавлял рабочую группу по вспыхивающим звёздам комиссии № 27 Международного астрономического союза и в течение нескольких лет был членом Организационного комитета комиссии № 25 МАС.
Диссертации:
- Фотоэлектрические наблюдения звезд типа UV Ceti : диссертация ... кандидата физико-математических наук : 01.00.00 / П. Ф. Чугайнов. - Москва, 1964. - 75 с. : ил.
- Фотометрическое и спектральное исследование нестационарных звезд низкой светимости : диссертация ... доктора физико-математических наук : 01.03.02. - Научный, 1981. - 246 с. : ил.

Автор статьи «Вспыхивающие звёзды» в БСЭ.
Соавтор монографий:
- Под ред. А. А. Боярчука, Р. Е. Гершберга. Специфика наблюдений эруптивных звезд // Эруптивные звезды. — М.: Наука, 1970. — 375 с.
- Методы исследования переменных звезд [Текст] / Под ред. В. Б. Никонова. - Москва : Наука, 1971. - 334 с. : ил.; 20 см.

Статьи
- Чугайнов П. Ф. Трехцветные фотоэлектрические наблюдения затменно-двойной CQ Цефея // Журнал Переменные звёзды. — 1960. — Т. 13. — С. 157.
- Чугайнов П. Ф., Зайцева Г. В., Ловкая М. Н. Вращательная модуляция блеска звезды типа Т Тельца AS 507 // Письма в Астрон. журн.. — 1995. — С. 457–459.

## Память
Его именем назван астероид (3816) Чугайнов.